# 温泉遺産
温泉遺産（おんせんいさん）は、日本温泉遺産を守る会によって選定された、古くからの温泉利用文化を残していたり、源泉の利用を追求している温泉、および施設のこと。

## 概要
高度成長期以降、温泉の利用が大型旅館や日帰り入浴施設などの近代的施設中心になり、また大浴場での循環風呂での温泉提供が中心となっていた。そのような流れに対して昔ながらの旅館、温泉利用文化、源泉での風呂提供施設を残していくための支援として、温泉評論家の野口悦男が主宰となって日本温泉遺産を守る会が設立された。
日本温泉遺産を守る会では、会独自の温泉遺産の基準が設けられ、それに合致する温泉宿、温泉地を温泉遺産として指定している。
温泉遺産は3つの指定分野が存在する。それぞれの分野について指定条件が個別に存在する。
1. 建造物
2. 温泉文化・風俗
3. 風呂への源泉利用